# Oliver McQuaid
Oliver McQuaid (nascido em 10 de julho de 1954) é um ex-ciclista irlandês que competiu no ciclismo nos Jogos Olímpicos de Verão de 1976, representando a Irlanda.